# Samos: Paralia Alyki
Samos: Paralia Alyki este o arie protejată (arie specială de conservare — SAC, sit de importanță comunitară — SCI) din Grecia întinsă pe o suprafață de 307,07 ha, integral pe uscat.

## Localizare
Centrul sitului Samos: Paralia Alyki este situat la coordonatele 37°42′21″N 27°01′08″E / 37.705834°N 27.018991°E.

## Înființare
Situl Samos: Paralia Alyki a fost declarat sit de importanță comunitară în decembrie 1995 pentru a proteja 3 specii de animale. Situl a fost protejat și ca arie specială de conservare în martie 2011.

## Biodiversitate
Situată în ecoregiunile marină mediteraneană și mediteraneană, aria protejată conține 9 habitate naturale: Straturi cu Posidonia (Posidonion oceanicae), Lagune de coastă, Vegetație anuală la limita mareei, Pășuni mediteraneene udate de apa mării (Juncetalia maritimi), Tufărișuri halofile mediteraneene și termo-atlantice (Sarcocornetea fruticosi), Dune mobile cu vegetație embrionară, Matorral arborescenți cu Juniperus spp., Sarcopoterium spinosum phryganas, Păduri de Olea și Ceratonia.
La baza desemnării sitului se află mai multe specii protejate de  reptile (3): Chelonia mydas, Testudo graeca, elaphe situla (Zamenis situla)
Pe lângă speciile protejate, pe teritoriul sitului au mai fost identificate 2 specii de plante, 4 specii de mamifere, 6 specii de reptile.